# Ng Wui
Ng Wui (3 de diciembre de 1913 o 1912 - 1 de marzo de 1996) fue un director y actor de cine de Hong Kong, conocido por sus películas en los 50's y 60's. Se le acreditan más de 210 películas bajo su dirección.

## Filmografía parcial
Como director
- The Prodigal Son (1952)
- The Thunderstorm (1957)

Como actor
- Roar of the People (1941)
- The Thunderstorm (1957)
- The Home at Hong Kong (1983)
- A Moment of Romance II (1993)
- The Bare-Footed Kid (1993)
- Hail the Judge (1994)